# بنهیروس
بنهیروس (تلفظ پرتغالی: [pĩɲejɾus]، "درختان کاج") یک ناحیه از توابع شهر سائوپائولو در کشور برزیل می‌باشد. قبل از توسعه سائوپائولو، زمین‌های این منطقه مملو از درختان کاج بود و علت نامگذاری این منطقه به بنهیروس نیز همین است.